# Fomaco
Fomaco A/S er en international dansk producent af maskiner til marinering af rødt kød, fjerkræ og fisk. Maskinerne virker ved at marinaderne injiceret ind i kødet. Virksomheden har hovedkvarter i Køge med datterselskaber i flere lande her i blandt Kina. De ejer også 44 % af Danfood.
Stevns Maskinfabrik blev etableret i 1978. I 1993 skiftede de navn til Fomaco. Virksomheden har 141 ansatte og er ejet af Sebastian Müller.